# الميليشيات الخاصة في العراق

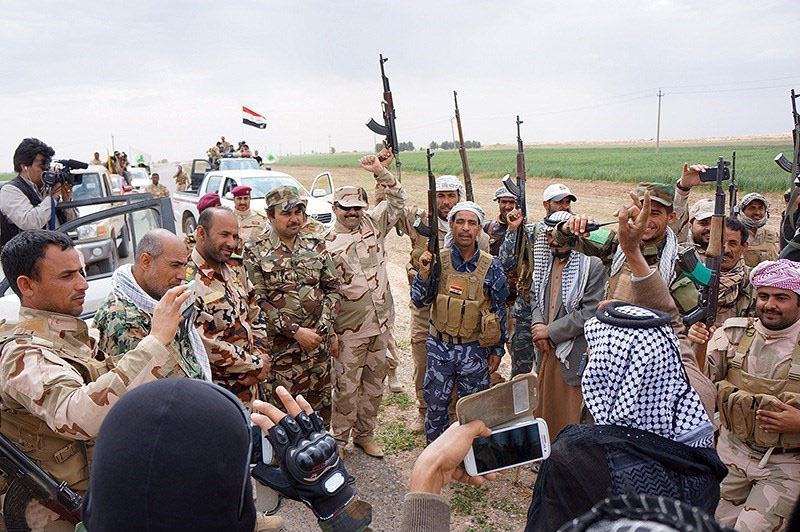
الجيش العراقي والحشد الشعبي (قوات الحشد الشعبي العراقي) يقاتلون ضد تنظيم الدولة الإسلامية في محافظة صلاح الدين

يشير مصطلح الميليشيا في العراق المعاصر إلى الجماعات المسلحة التي تقاتل نيابةً أو كجزء من الحكومة العراقية، جيش المهدي ومنظمة بدر اثنين من أكبرها. كثير منها يسبق تاريخ الإطاحة بصدام حسين، لكن بعضها ظهر منذ ذلك الحين، مثل مديرية حماية المنشآت.
منذ انهيار الجيش العراقي في شمال العراق في عام 2014 في وجه الدولة الإسلامية في العراق والشام، وفتوى علي السيستاني التي تدعو إلى الجهاد أو الحشد الشعبي ضد داعش، أصبحت الفصائل أكثر بروزًا في العراق.

## خلفية
وفقًا لأستاذ سياسات الشرق الأوسط في جامعة روتجرز إريك ديفيس: «إنهم يحصلون على بعض الراتب، ويحصلون على بندقية، ويحصلون على زي موحد، ويحصلون على فكرة الانتماء، والحماية من مجموعة. لكنه يشير أيضًا إلى أن الناس في جيش المهدي لا يحصلون إلا على دخل متقطع. إنه أمر خطير جدًا أيضًا. ربما تقاتل ميليشيا أخرى مثل منظمة بدر، أو أسوأ من ذلك الجيش الأمريكي أو الجيش العراقي».
كما تسلمت الميليشيات أسلحة أمريكية سلمتها لها من الحكومة العراقية.

## قائمة الميليشيات
الميليشيات في العراق منذ عام 2014:
1. عصائب أهل الحق
2. سرايا طليعة الخراساني
3. كتائب سيد الشهداء
4. حركة حزب الله النجباء
5. كتائب حزب الله
6. سرايا السلام
7. فيلق الوعد الصادق
8. منظمة بدر - الجناح العسكري
9. لواء عمار بن ياسر
10. لواء اسد الله الغالب
11. لواء اليوم الموعود
12. سرايا الزهراء
13. لواء ذو الفقار
14. لواء كفيل زينب
15. سرايا أنصار العقيدة
16. لواء المنتظر
17. بدر المجاميع الخاصة
18. لواء أبو الفضل العباس
19. حركة الجهاد والبناء
20. سرايا الدفاع الشعبي
21. كتائب درع الشيعة
22. حزب الله الثائرون
23. كتائب التيار الرسالي
24. سرايا عاشوراء
25. كتائب مالك الاشتر
26. حركة الأبدال
27. حركة العراق الإسلامية - كتائب الإمام علي
28. جيش المختار
29. الحشد الشعبي (أصبحت جزء من القوات المسلحة العراقية).[6]
30. جيش المهدي
31. ربع الله
32. جيش المقاومة الإسلامي.[7]

## الآراء

### الدعم
بسبب انهيار بعض قطاعات الجيش العراقي في ظل هجوم تنظيم الدولة الإسلامية، فإن نشاط الميليشيات التي تقاتل التنظيم مدعوم إلى حد كبير من قبل الشيعة في البلاد والعديد من السنة.

### الانتقادات
انتقد المسؤول الأمريكي علي الخضيري تورط الولايات المتحدة في الميليشيات قائلًا: «إن الولايات المتحدة تعمل الآن كقوة جوية ومخزن أسلحة وغطاء دبلوماسي للميليشيات العراقية التي ترتكب بعض أسوأ حقوق الإنسان. الانتهاكات على هذا الكوكب. هؤلاء حلفاء مدينون بالفعل لعدونا الاستراتيجي، جمهورية إيران الإسلامية، والذين غالبًا ما يلجأون إلى نفس التكتيكات الدنيئة مثل الدولة الإسلامية نفسها».
قال السناتور الأمريكي دينيس فالكون: «العنف الطائفي بين الشيعة والسنة تغذيةٌ للميليشيات الخاصة، وهو الآن أكبر تهديد للاستقرار». علاوة على ذلك، حث السناتور الأمريكي جون وارنر البيت الأبيض على حث نوري المالكي أن يُمَكِّنَ الجيش العراقي من إخضاع المليشيات وقال: «وظيفتهم وليست قوات التحالف الأمريكي إخضاع هذه المليشيات الخاصة والتخلص منها».